# Feldkochgerät M 37

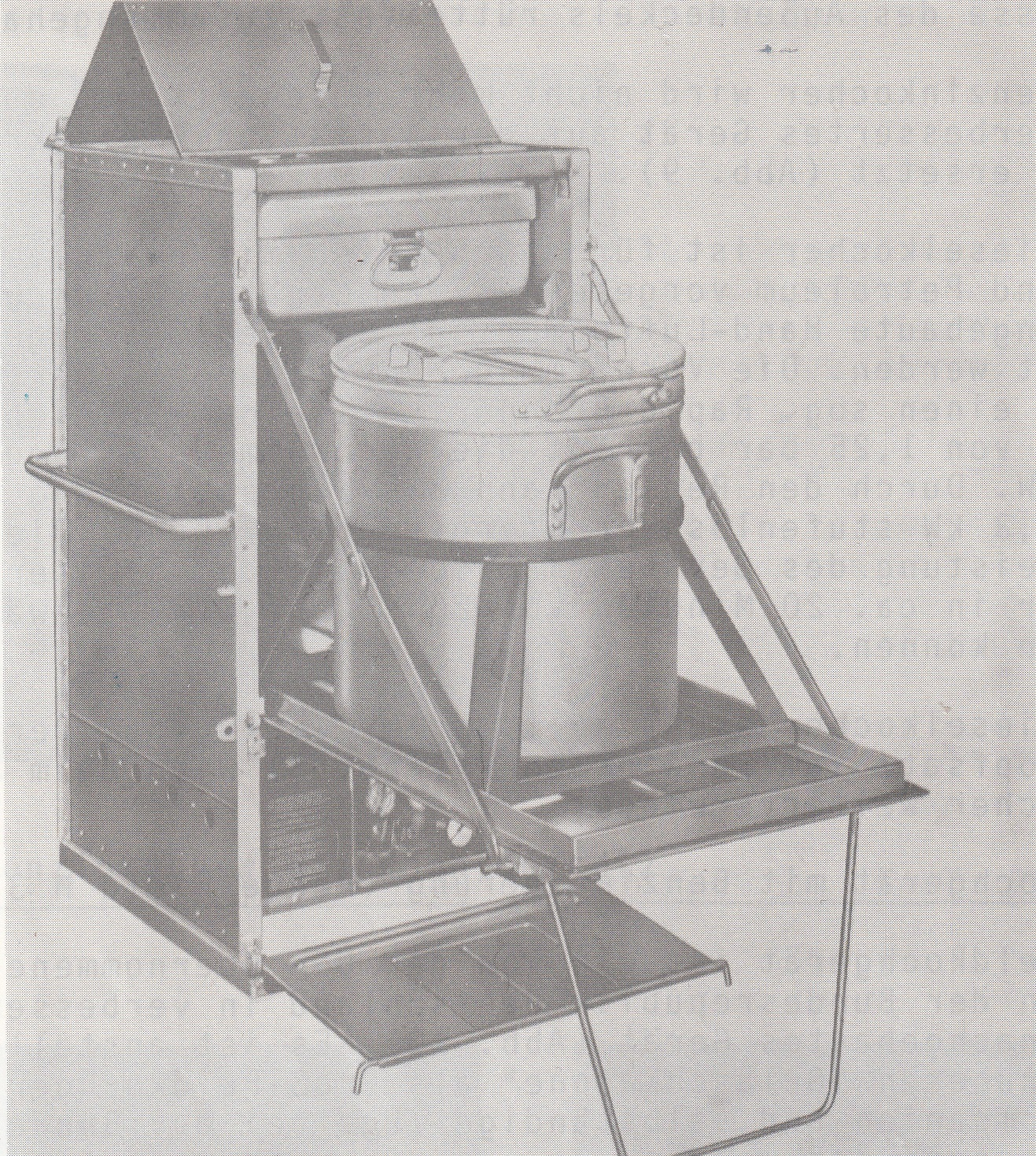
Feldkochgerät M 37 in einer Veröffentlichung des Bundesamtes für Wehrtechnik und Beschaffung in Koblenz

Das Feldkochgerät M 37, auch Fieldkitchen M 37 und  Kochkiste M 37,  ist ein Feldkochherd aus amerikanischer Entwicklung der 1930er Jahre, der auf Lastkraftwagen eingerüstet werden konnte. Er wurde, in Lizenz gefertigt, auch von 1956 bis ca. 1990 in der Bundeswehr verwendet.

## Entwicklung

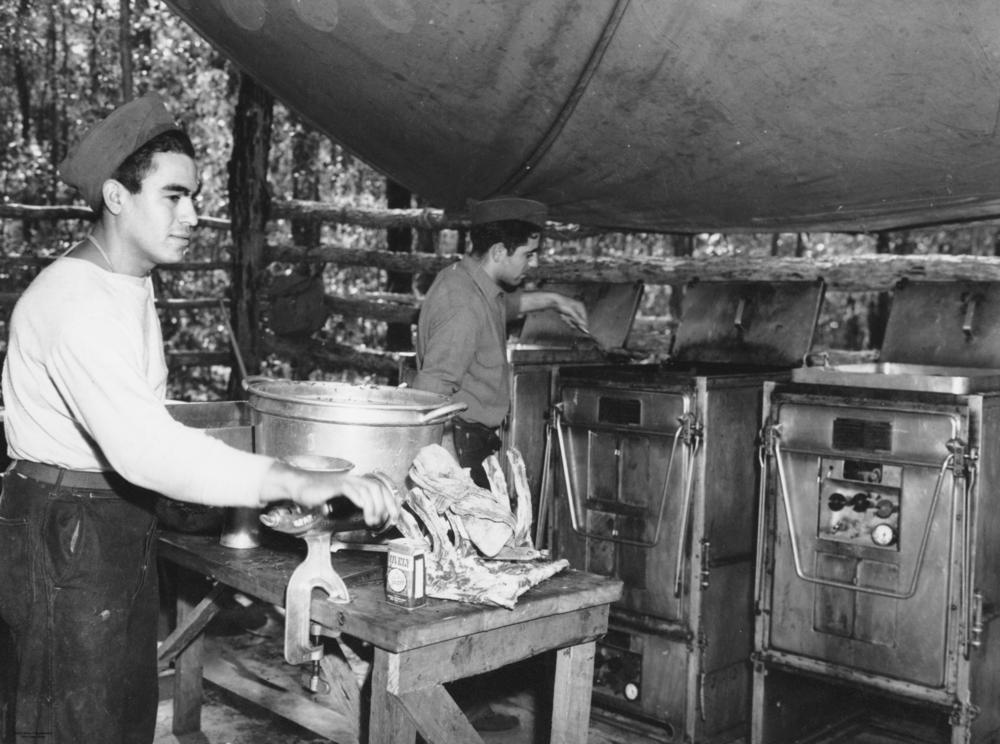
Feldkochgerät M 37 im Zweiten Weltkrieg in Australien

Das benzinbefeuerte Feldkochgerät M 37 wurde in den 1930er Jahren in den USA entwickelt und in der U.S. Army sowie verbündeten
Streitkräften ab dem Zweiten Weltkrieg verwendet. Das neuartige Konzept zu diesem Feldkochherd bestand insbesondere darin, ihn auf der Ladefläche von Lastkraftwagen einzurüsten. Bisherige Feldküchenkonzepte sahen gezogene, überwiegend sogar noch von Pferden in der Art von Artillerieprotzen gezogene Feldküchen vor, die nicht gut in motorisierte Einheiten einzugliedern waren.

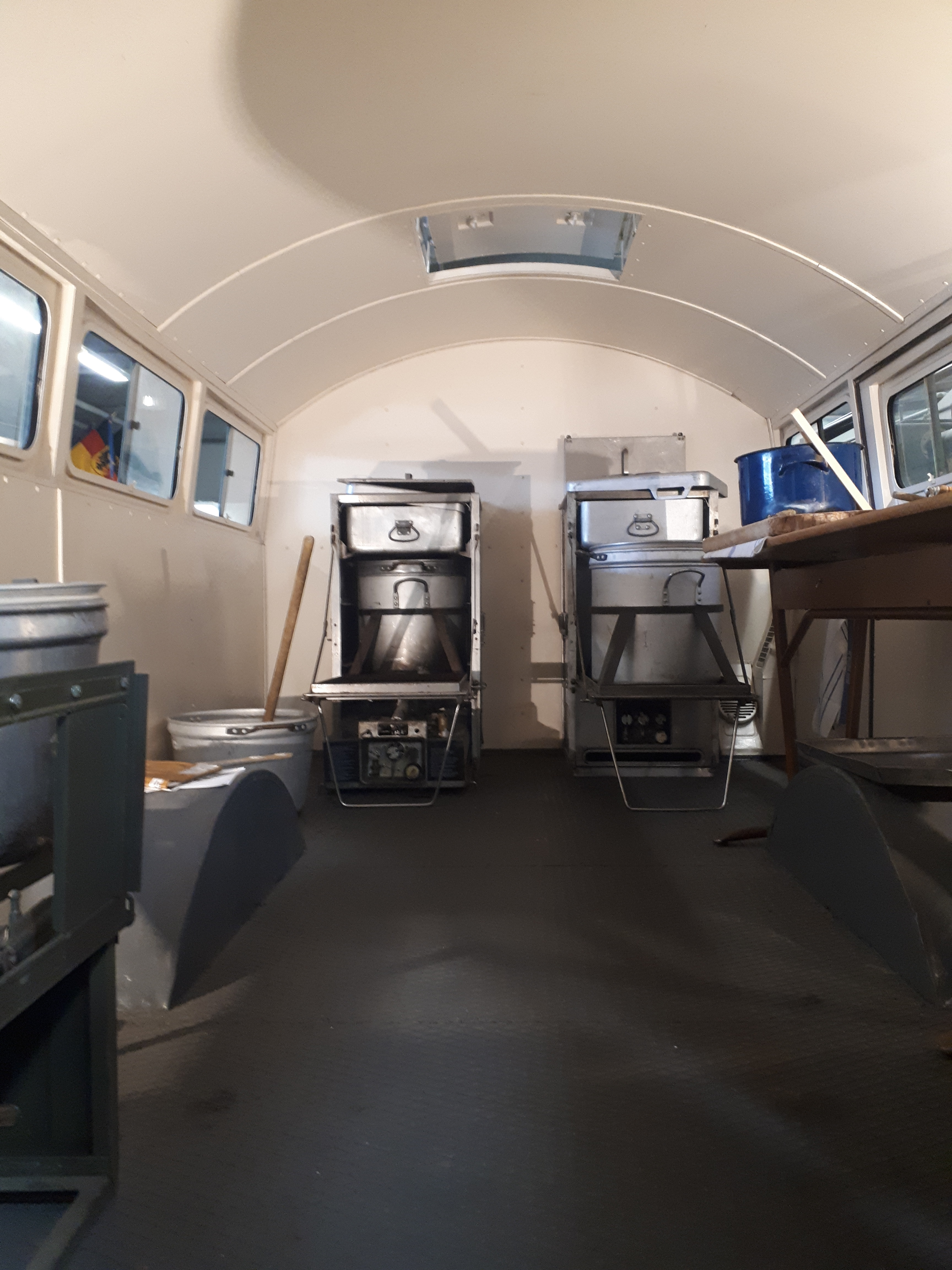
Rüstsatz Feldküche auf LKW 3t gl Ford in der Logistischen Lehrsammlung der Logistikschule der Bundeswehr

Ferner konnte das Feldkochgerät, das als Einzelgerät zur Versorgung von ca. 50 Soldaten geeignet war, modulartig mit mehreren
Geräten zusammen eingesetzt werden. Dadurch konnten Feldküchen verschiedener Kapazität zusammengestellt werden.
Ab 1956 bei der Bundeswehr eingesetzt, wurde das Gerät ab den 1960er Jahren durch die Firma Haas & Sohn in Lizenz mit
einigen konstruktiven Verbesserungen gebaut. In den USA wurde das Gerät ab dem Ende der 50er Jahre durch die Fieldkitchen M 59,
Vers.Nr. 7360-00-082-2153, ersetzt. Dieser Herd baute auf dem gleichen Konzept wie der M 37 auf. In der Bundeswehr wurde die Feldküche Anfang der 1990er Jahre durch die Taktische Feldküche 250 Mann abgelöst. Dieses war eine fest in einen Anhänger eingerüstete Küche für den Betrieb mit verschiedenen Brennstoffen.

## Beschreibung
Das Gerät besteht aus folgenden Teilen:
- Kochkasten
- Brennaggregat
- Kochtopf 57L
- Kochtopf 38L
- Bratpfanne mit Deckel
- Kochtopf-Deckel mit Stechdeckel
- Schiebegestell
- Armschutz, lang
- Armschutz, kurz
- Befestigungskette

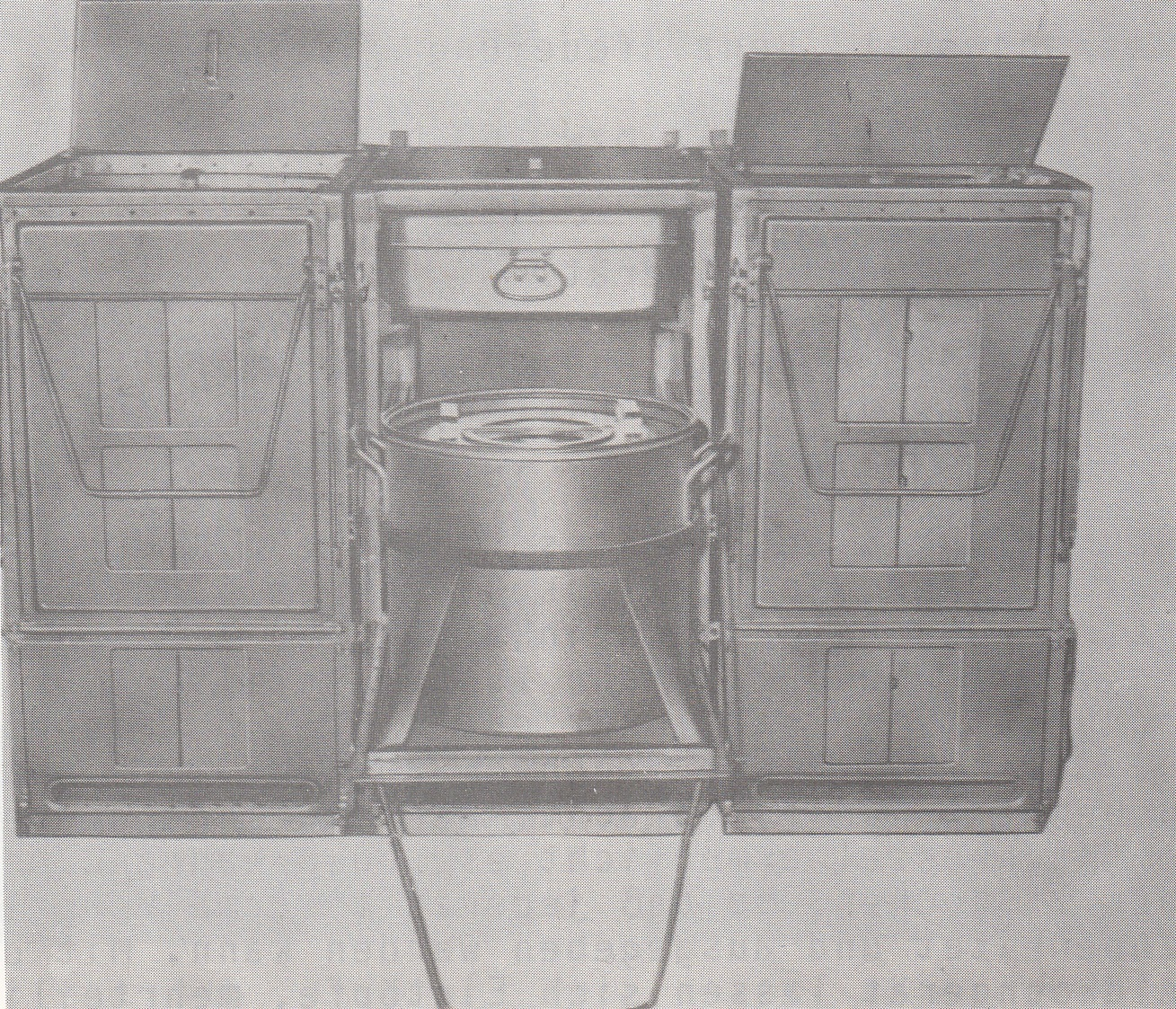
Feldkochgerät M 37 als 3er Satz

Auf dem Feldküchen-KFz MAN 630 L2 AE 5t gl Koffer wurden 3 Feldkochgeräte M37 eingesetzt.
Dieser Satz umfasste ferner:
- Tisch mit Schubkasten
- Tisch mit Ablageböden
- Klappgestell für Warmwasserbereiter
- Küchengerät wie Kaffeemühle über Kaffeekanne Messer, Schöpfkellen, Schneidebretter, Messersätze, Wasserkanister usw.[3][4][5]

## Technische Daten
Abmessungen:
- Breite: 560 mm
- Tiefe: 663 mm
- Höhe: 1120 mm
- Höhe mit Oberteil offen 1325 mm

Brenner:
- Benzin
- 18.000Kcal / h = 20,9 kW

## Einsatz

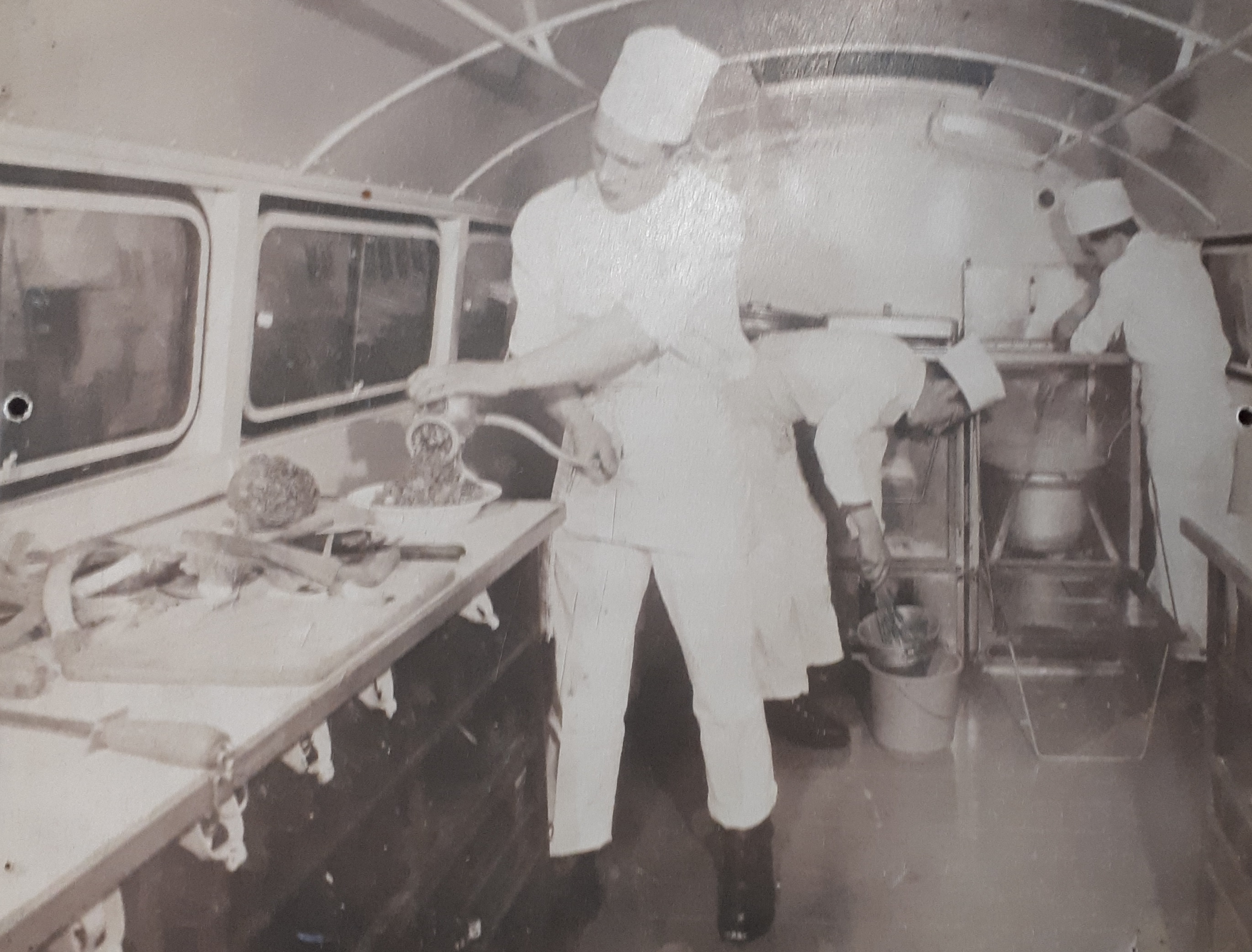
Arbeit auf einem Feldküchentrupp

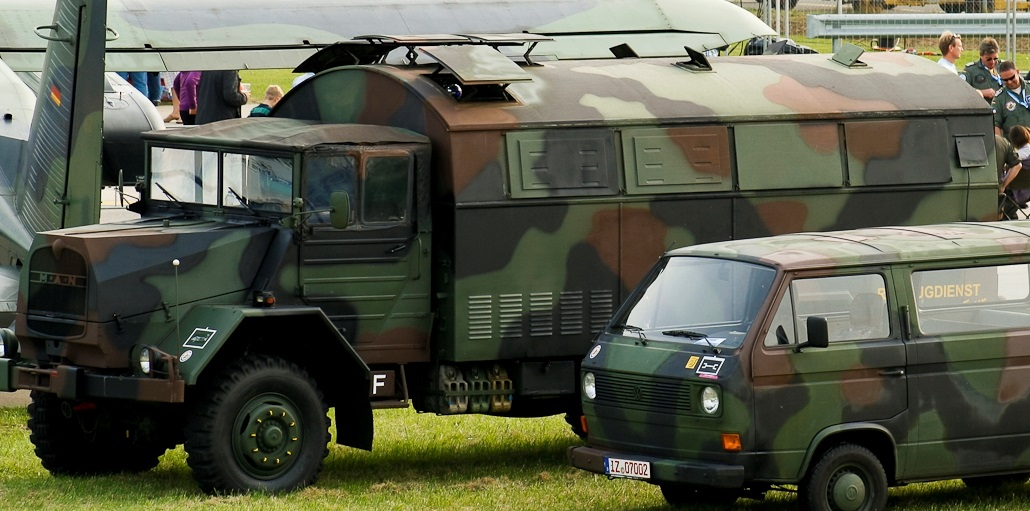
Feldküche 5t gl MAN 630 L2 A mit den Lüftungsöffnungen auf Dach und Fahrerseite

Ein sogenannter Schlingerdeckel auf den Töpfen ermöglichte das Kochen während des Marsches.
Der Feldkochherd konnte abgesetzt von Fahrzeugen, z. B. in Gebäuden wie Scheunen oder Hallen eingesetzt werden. Dieser Umstand war bei den Feldköchen beliebt. Weniger beliebt war das Erfordernis einer guten Wartung des Brenneraggregats und dessen umständliche
Anfeuerung.
In der Bundeswehr ab 1956 war der Feldkochherd M 37 Bestandteil des Rüstsatzes Feldküche, zunächst kurzzeitig auf dem LKW 3t gl Ford (NATO-Ziege).
Auf dem Feldküchen-Kfz MAN 630 L2 A 5t gl Koffer wurden später drei Feldkochgeräte M37 nebeneinander eingesetzt.
Das Fahrzeug war äußerlich leicht von anderen Kofferfahrzeugen unterscheidbar: Der Einsatz der Brenner in dem geschlossenen Kofferaufbau erforderte das Einbringen von fünf Lüftungsgittern links hinter dem Fahrerhaus sowie von großen Lüftungsklappen auf dem Dach.
Über die Feldkochgeräte hinaus umfasste der Satz „Feldküche“  ferner:
- Tisch mit Schubkasten
- Tisch mit Ablageböden
- Klappgestell für Warmwasserbereiter
- Küchengerät wie Kaffeemühle über Kaffeekanne, Messer, Schöpfkellen, Schneidebretter, Messersätze, Wasserkanister usw.[4]

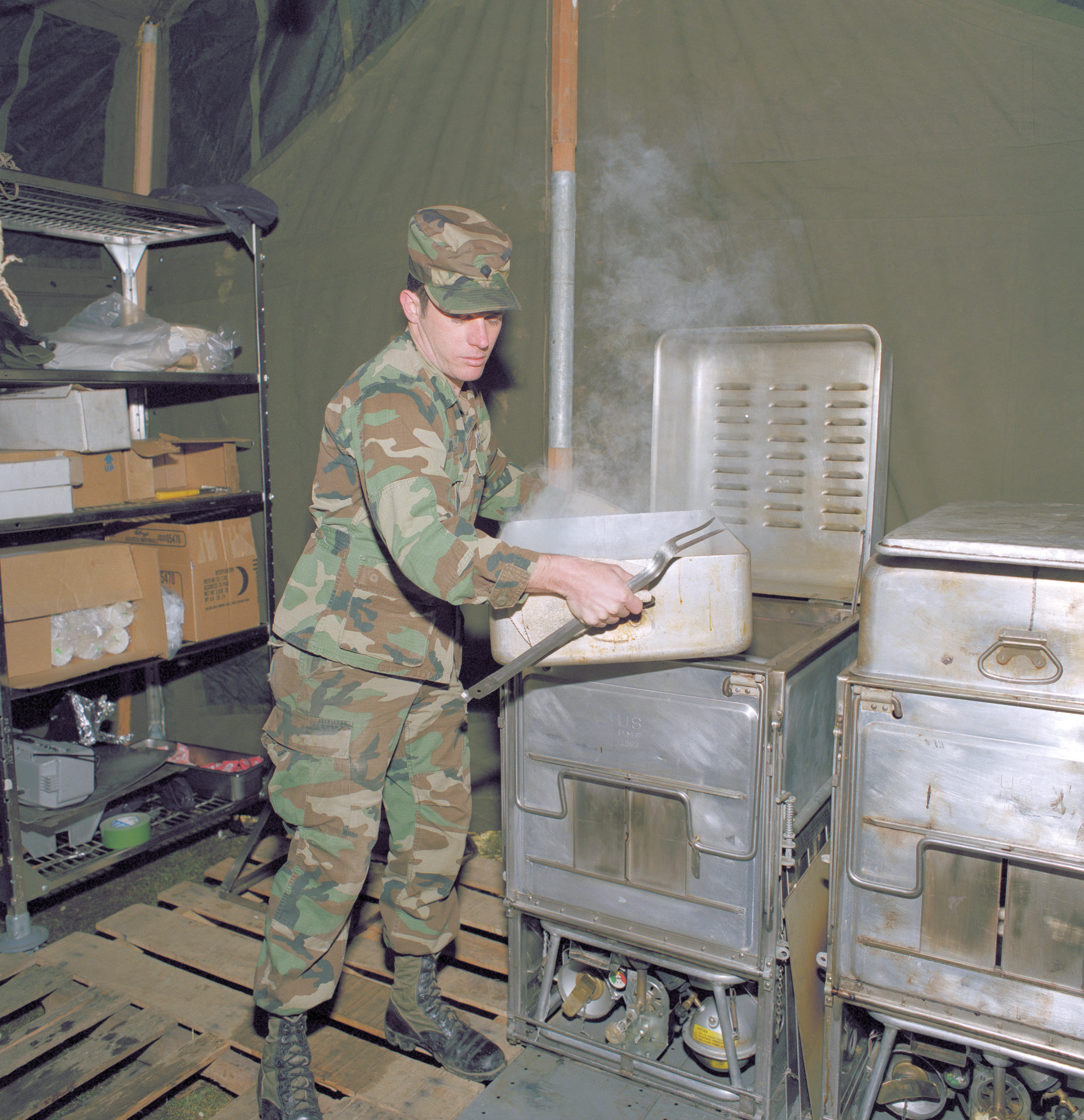
Nachfolgebaumuster Feldkochgerät M 59